# Жазаба
Жазаба (каз. Жазаба, до 2009 г. — Язовая) — село в Катон-Карагайском районе Восточно-Казахстанской области Казахстана. Входит в состав Аксуского сельского округа. Код КАТО — 635433200.

## География
Расположено на реке Язовой в Беловодье.

## Население
В 1999 году население села составляло 387 человек (194 мужчины и 193 женщины). По данным переписи 2009 года, в селе проживали 222 человека (116 мужчин и 106 женщин).